# Narta (Horvátország)
Narta falu Horvátországban Belovár-Bilogora megyében. Közigazgatásilag Štefanjéhez tartozik.

## Fekvése
Belovártól légvonalban 9, közúton 12 km-re délnyugatra, községközpontjától légvonalban 16, közúton 19 km-re északkeletre a Belovárt Csázmával összekötő 43-as számú főút mentén Blatnica és Malo Korenovo között hosszan elnyúlva fekszik.

## Története
A falu már a középkorban is jelentős egyházas hely volt. Mindenszentek plébániáját és templomát 1334-ben említi Ivan főesperes „ecclesia omnium sanctorum de Nard” alakban. 1401-ben „ecclesia Omnium sanctorum de Naarth” néven szerepel írott forrásban. 1507-ben és 1512-ben is megemlítik. 1552 körül a falut és templomát elpusztította a török és mintegy száz évig lakatlan volt a területe.
A mai falu a török kiűzése után a 17. században keletkezett, amikor részben katolikus horvát, részben pravoszláv szerb lakossággal telepítették be. 1774-ben az első katonai felmérés térképén „Dorf Nartha” néven szerepel. A Horvát határőrvidék részeként a Kőrösi ezredhez tartozott. Lipszky János 1808-ban Budán kiadott repertóriumában „Narta” a neve.  
Nagy Lajos 1829-ben kiadott művében két falu található „Nartha” néven. Az egyik 102 házzal, 46 katolikus és 472 ortodox vallású lakossal, míg a másik 40 házzal, 105 katolikus és 95 ortodox vallású lakossal. A település 1809 és 1813 között francia uralom alatt állt.
A katonai közigazgatás megszüntetése után Magyar Királyságon belül Horvátország része, Belovár-Kőrös vármegye Belovári járásának része lett. A településnek 1857-ben 832, 1910-ben 1032 lakosa volt. 1918-ban az új szerb-horvát-szlovén állam, majd később Jugoszlávia része lett. 1941 és 1945 között a németbarát Független Horvát Államhoz, majd a háború után a szocialista Jugoszláviához tartozott. A háború után a fiatalok elvándorlása miatt lakossága folyamatosan csökkent. 1991-től a független Horvátország része. 1991-ben lakosságának 59%-a horvát, 27%-a szerb nemzetiségű volt. A délszláv háború idején mindvégig horvát kézen maradt. 2011-ben 677 lakosa volt, akik főként mezőgazdaságból éltek.

## Lakossága
| Lakosság változása | Lakosság változása | Lakosság változása | Lakosság változása | Lakosság változása | Lakosság változása | Lakosság változása | Lakosság változása | Lakosság változása | Lakosság változása | Lakosság változása | Lakosság változása | Lakosság változása | Lakosság változása | Lakosság változása | Lakosság változása |
| ------------------ | ------------------ | ------------------ | ------------------ | ------------------ | ------------------ | ------------------ | ------------------ | ------------------ | ------------------ | ------------------ | ------------------ | ------------------ | ------------------ | ------------------ | ------------------ |
| 1857               | 1869               | 1880               | 1890               | 1900               | 1910               | 1921               | 1931               | 1948               | 1953               | 1961               | 1971               | 1981               | 1991               | 2001               | 2011               |
| 832                | 854                | 858                | 902                | 888                | 1.032              | 1.008              | 1.028              | 1.085              | 1.157              | 1.115              | 1.050              | 879                | 814                | 758                | 677                |

## Nevezetességei

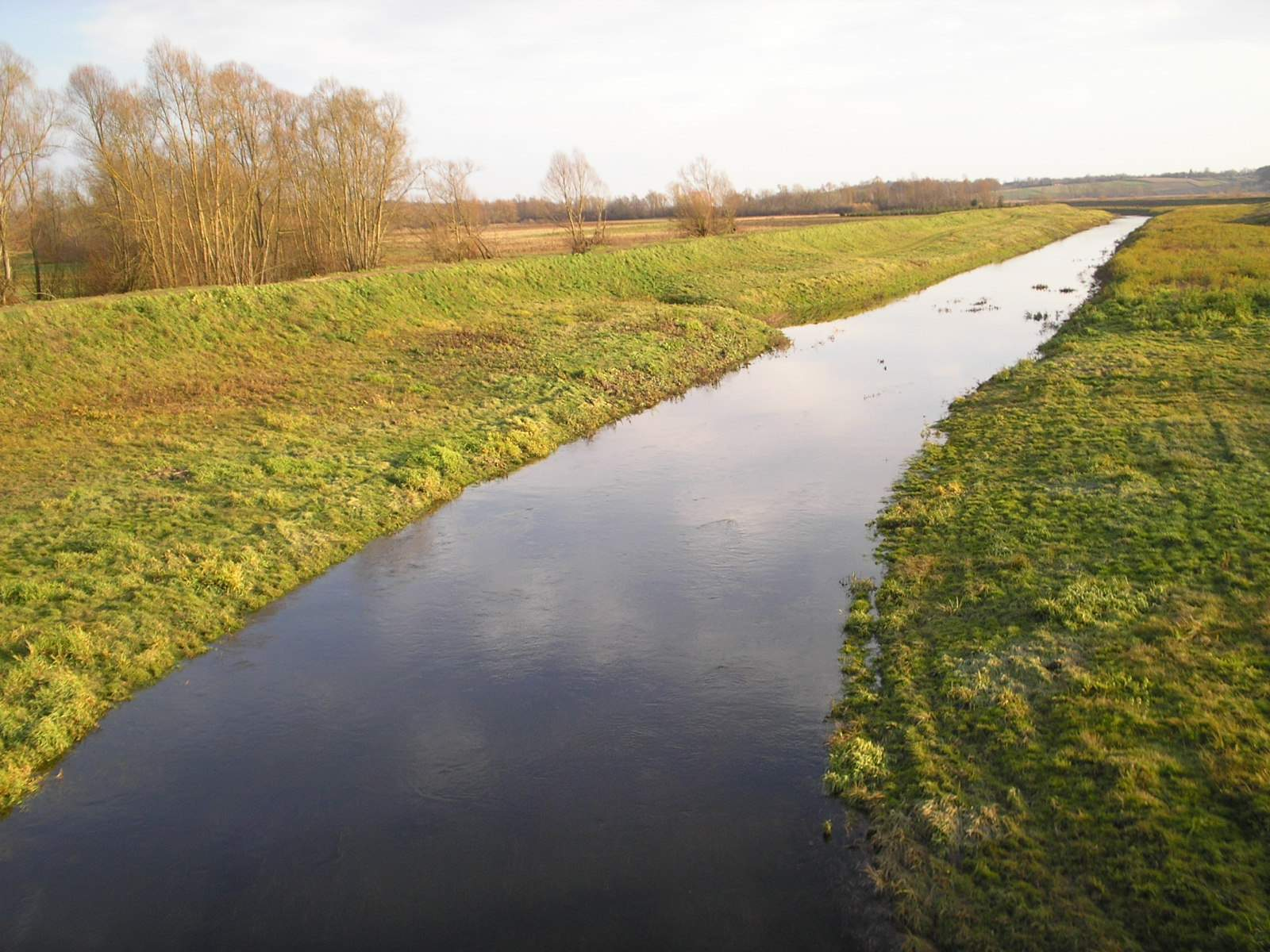
A Česma Nartánál

- Szent György tiszteletére szentelt pravoszláv temploma 1770-ben épült. Ikonosztázát Josip Hoknjec festette 1890-ben. A II. világháború során az usztasa erők súlyosan megrongálták majd katolikus templommá alakították át. Ekkor semmisült meg az ikonosztáz és a templom eredeti berendezése. 1972-re az épület annyira tönkrement, hogy újjá kellett építeni. A délszláv háború idején tüzérségi találatot kapott. A parókia épületét kifosztották és felgyújtották. A háború után a templomot megújították. Egyhajós épület félköríves apszissal, karcsú harangtornya a nyugati homlokzat felett magasodik, piramis alakú toronysisak fedi.
- Szent Péter és Pál apostolok tiszteletére szentelt római katolikus kápolnája.
- A falu határában a Česma medrétől mintegy száz méterre nyugatra, a halastavak előterében található Szvibóc (Svibovec) várának romja. A várat 1424-ben említik először a szlobostinai uradalom részeként. 1501-ben ötezer forintért a csázmai káptalan vásárolta meg. 1540-ben elfoglalta és kirabolta a török, mely után a káptalan felhagyta a várat és Csázmáról is elmenekült. Mára csak egy 45-50 méteres átmérőjű kerek vár alapfalai láthatók belőle, ahol a feltárások során kerámia töredékek és a 15. - 17. századra jellemző fegyverek kerültek elő.